# Michail Perl'man
Michail Romanovič Perl'man (in russo Михаил Романович Перльман?; Mosca, 23 marzo 1923 – 8 agosto 2002) è stato un ginnasta sovietico, dal 1991 russo.

## Palmarès

### Olimpiadi
- 1 medaglia:
  - 1 oro (Helsinki 1952 nel concorso a squadre[1])